# Ponurnik bocznotrzonowy

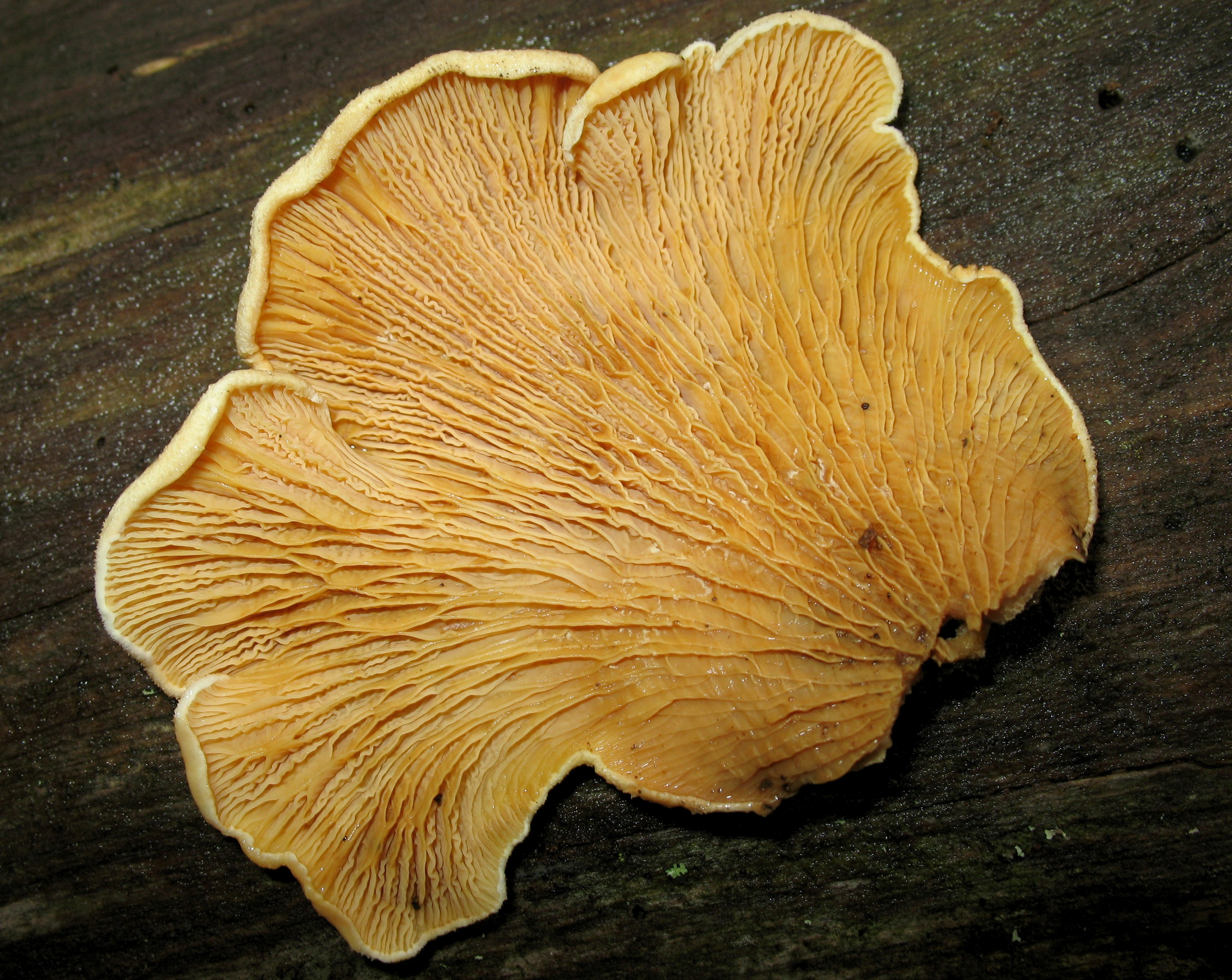
Hymenofor owocnika

Ponurnik bocznotrzonowy (Tapinella panuoides (Fr.) E.-J. Gilbert) – gatunek grzybów podstawkowych należący do rodziny ponurnikowatych (Tapinellaceae).

## Systematyka i nazewnictwo
Pozycja w klasyfikacji według Index Fungorum: Tapinella, Tapinellaceae, Boletales, Agaricomycetidae, Agaricomycetes, Agaricomycotina, Basidiomycota, Fungi.
Po raz pierwszy zdiagnozował go w 1818 r. Elias Fries nadając mu nazwę Agaricus panuoides. Obecną, uznaną przez Index Fungorum nazwę nadał mu Edouard-Jean Gilbert w 1931 r.
Synonimów ma ponad 20. Niektóre z nich:

- Agaricus acheruntius Humb. 1793
- Agaricus atrotomentosus var. panuoides (Fr.) Pers. 1828
- Agaricus panuoides Fr. 1818
- Crepidotus panuoides (Fr.) Pilát 1936
- Paxillus acheruntius (Humb.) Schröt. ex J. Schröt. 1889
- Paxillus fagi Berk. & Broome 1882
- Paxillus panuoides (Fr.) Fr. 1838
- Plicaturella panuoides (Fr.) Rauschert 1992
- Rhymovis panuoides (Fr.) Rabenh. 1844
- Serpula panuoides (Fr.) Zmitr. ex Zmitr. 2001

Feliks Kwieciński w 1896 podał nazwę ponurnik niekształtny. Później polscy mykolodzy nadawali mu inne nazwy: krowiak łykowaty (Stanisław Chełchowski w 1898), świnka podziemna (Franciszek Błoński w 1896), grzyb kopalniany (Henryk Orłoś w 1952), krowiak fiołkowotrzonowy (Alina Skirgiełło w 1960), a Władysław Wojewoda w 2003 zaproponował nazwę krowiak bocznotrzonowy. Według klasyfikacji Index Fungorum zgodna z aktualnym nazewnictwem naukowym jest tylko nazwa podana przez F. Kwiecińskiego. W 2021 r. Komisja ds. Polskiego Nazewnictwa Grzybów zarekomendowała nazwę ponurnik bocznotrzonowy.

## Morfologia
Kapelusz
Średnicy od 1–12 cm, lecz zazwyczaj nie przekracza 8 cm, kształtu muszlowatego lub łopatowatego czasem miseczkowaty. Owocniki bocznie przyrośnięte do substratu lub rzadziej boczne na krótkim trzonku. Skórka kapelusza jest sucha, aksamitna do zamszowej, z wiekiem staje się niemal gładka jedynie z filcowatym brzegiem. Brzeg podwinięty, z wiekiem coraz bardziej pofalowany.
Hymenofor
Blaszki gęste, mają liczne połączenia, przypominające anastomozy, są porozwidlane, zwykle faliste, zbiegające. Koloru ochrowożółtego do żółtego, z wiekiem płowiejące, łatwo dają się oderwać od kapelusza.
Trzon

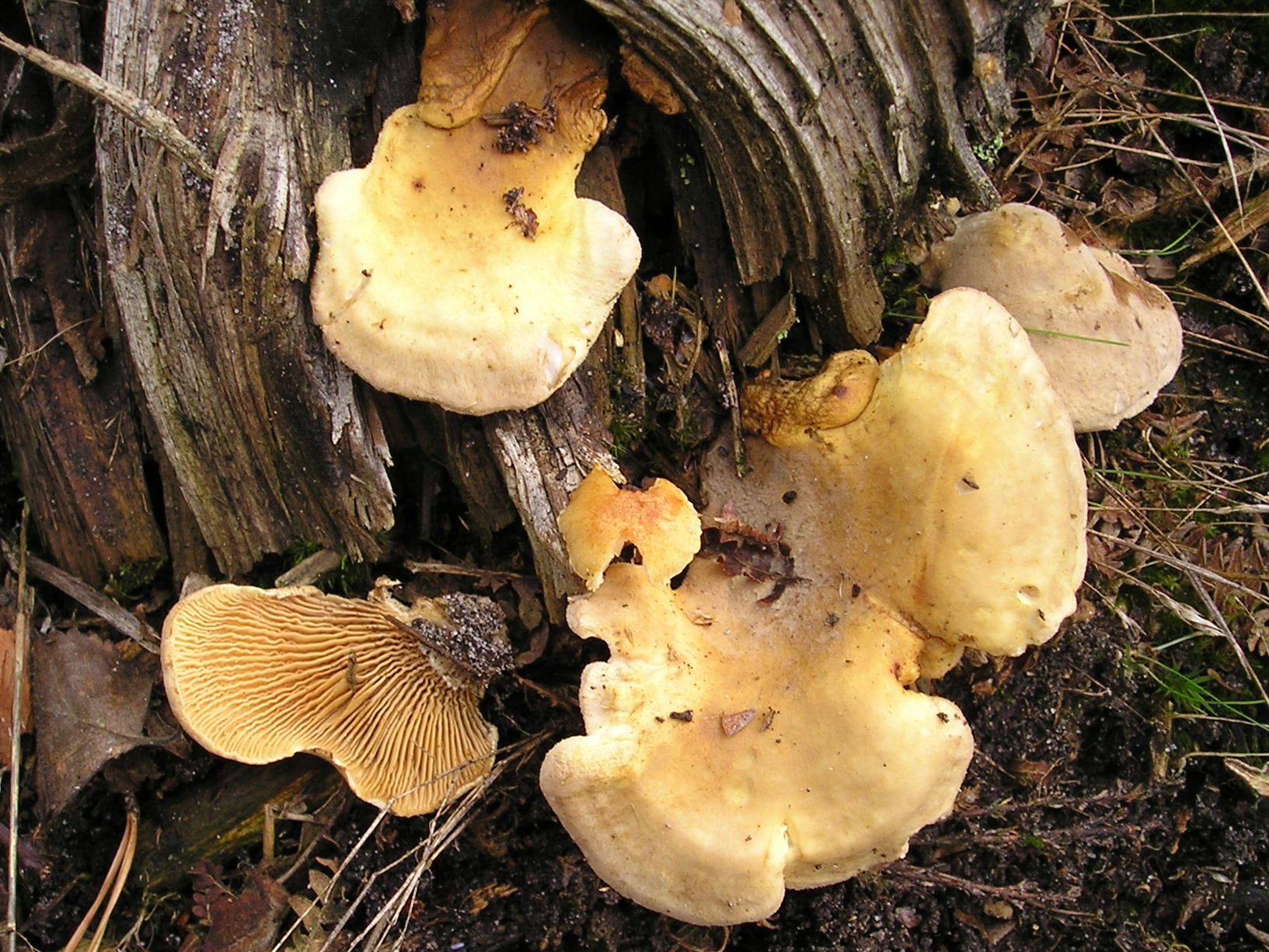
Grupa owocników na drewnie

Najczęściej trzonu brak. Rzadziej szczątkowy boczny i krótki, w kolorze kapelusza, ze zbiegającymi na niego blaszkami.
Miąższ
Koloru białawego lub kremowego a czasami brudnożółtego, jest miękki i cienki. Nie zmienia barwy po uszkodzeniu. W smaku łagodny, zapach niewyraźny.
Wysyp zarodników
Kolor wysypu zarodników żółtawy, jasnobrązowy lub ochrowobrązowy. Zarodniki o gładkiej powierzchni, szerokoeliptyczne, o wymiarach 4–6×3–4 µm, dekstrynoidalne. Dojrzałe zarodniki zwykle z jedną kroplą. Brak cystyd.
Gatunki podobne
Podobne owocniki wytwarza boczniaczek pomarańczowożółty (Phyllotopsis nidulans) – o bardziej nasyconej, pomarańczowej, szczeciniastej powierzchni kapelusza i kremowym wysypie zarodników.

## Występowanie
Na zmurszałym, zbutwiałym drzewie w lasach, parkach, ale także w domach, piwnicach, szklarniach, studniach i kopalniach. Zasiedla pnie obumarłych drzew, deski, belki, drewniane donice i inne przedmioty z drewna. Rośnie na drewnie świerków i sosen, sporadycznie na drewnie drzew liściastych. Owocniki wytwarza od sierpnia do grudnia, a przy łagodnych zimach nawet do stycznia, najczęściej w kępkach i grupkami. Jest niezbyt częsty, ale szeroko rozprzestrzeniony. Nie jest gatunkiem zagrożonym.

## Znaczenie
Saprotrof, jeden z gatunków niszczących konstrukcje drewniane. Opisywany jako niejadalny.

## Taksonomia
Prawdopodobnie ten gatunek został po raz pierwszy opisany i zilustrowany (jako Agaricus pectunculi forma, oblongus luteus) przez Johanna Buxbauma w drugim tomie „Plantarum minus cognitarum” z 1728. Kolejnym opisem utożsamianym przez wczesnych mykologów z tym gatunkiem jest zawarty przez Piera Micheli w „Nova plantarum genera” z 1729.
W 1793 Alexander von Humboldt we „Florae Fribergensis specimen” zdiagnozował znaleziony na Górnym Śląsku gatunek Agaricus acheruntius, najprawdopodobniej tożsamy z opisywanym, różniący się formą wynikającą ze specyficznych stanowisk – siemianowickich kopalń. Według kodeksu Index Fungorum gatunek ten jednak został po raz pierwszy poprawnie opisany (jako Agaricus panuoides) przez Eliasa Friesa w drugim tomie „Observationes mycologicae” z 1818:

   185. AGARICUS panuoides, ſolitarius, luteus, pileo ſeſſili porrecto obovato glabro sicco, lamellis ſubramosis crispatis decurrentibus.
   Agaricum – n. 3. Mich. Gen. p. 123 (non obstat.)
   Legi ad truncos abiegnos. Jul. Sept. raro.
   Prioris quibusdam formis ſubſimilis; ſed A. nidulandi magis mihi videtur affinis. Color totius fungi, 1½ unc. circiter longi, luteus, iteratis obſervationibus edoctus ſum in A. nidulandem P. non transire; ſed forte ejus tamen, ſubſpecies, ut dicunt; omnes enim Pleuropodis ſpecies ſunt optime naturales et variabiles, quasi ſpecierum promtuarium non ex habitu, ſed ſecundum characteres distinguenti. Plurims affere poſſem exempla; ſed ſequentia ſufficiant.

Pracą zatwierdzającą dla tego taksonu (jako Agaricus panuoides) jest pierwszy tom „Systema mycologicum” Eliasa Friesa z 1821. Zaliczył go do ówczesnego plemienia Crepidotus w serii Derminus rodzaju Agaricus. Jednocześnie podał odniesienia do prac Johanna Buxbauma i własnej (powyższej), jako wcześniej opisujących ten gatunek.
Christiaan Persoon w trzecim tomie „Mycologia Europaea” z 1828 postulował zaliczenie tego taksonu jako podgatunku A. atrotomentosus var. panuoides.
W „Epicrisis systematis mycologici” z 1838 Fries przeniósł ten gatunek do rodzaju Paxillus. Podobnie, jednak niepoprawnie nomenklatorycznie, uczynił z gatunkiem A. acheruntius Carl Schröter w „Jahres-Bericht der Schlesischen Gesellschaft für Vaterländische Cultur”. Pier Saccardo w piątym tomie „Sylloge fungorum” z 1887 jako (obecnie niepotwierdzone) synonimy Paxillus panuoides Fr. wymienia: Agaricus croceolamellatus Letell., Merulius lamellosus Sowerby, Agaricus lamellirugus DC., Merulius crispus Turpin, Cantharellus dutrochetii Mont., Cantharellus resupinatus Pers. i Gomphus pezizoides Pers., natomiast gatunek opisywany (za Humboldtem) przez Schrötera jako P. acheruntius określa jako odmienną, występującą w kopalniach formę tego gatunku. W trzecim tomie „Kryptogamen-Flora von Schlesien” z 1889 Joseph Schröter poprawnie przeniósł A. acheruntius do rodzaju Paxillus. P. panuoides został przeniesiony do (obecnie uważanego za właściwy) rodzaju Tapinella przez Edouarda-Jeana Gilberta w trzecim tomie „Les Livres du Mycologue” z 1931. Potem proponowano umieszczenie go w rodzajach Crepidotus i Plicaturella. W 1999, w niemieckim piśmie botanicznym „Sendtnera”, ukazał się artykuł Studien zur Systematik der Paxillaceae autorstwa Christopha Hahna i Reinharda Agerera. Oprócz kompleksowej analizy taksonomicznej rodziny Paxillaceae, po analizie dotychczasowych opisów, zaproponowali oni dla P. acheruntius kombinację Tapinella panuoides f. acheruntius, co jest kolejnym wsparciem dla synonimizacji tych długo odrębnie traktowanych taksonów.

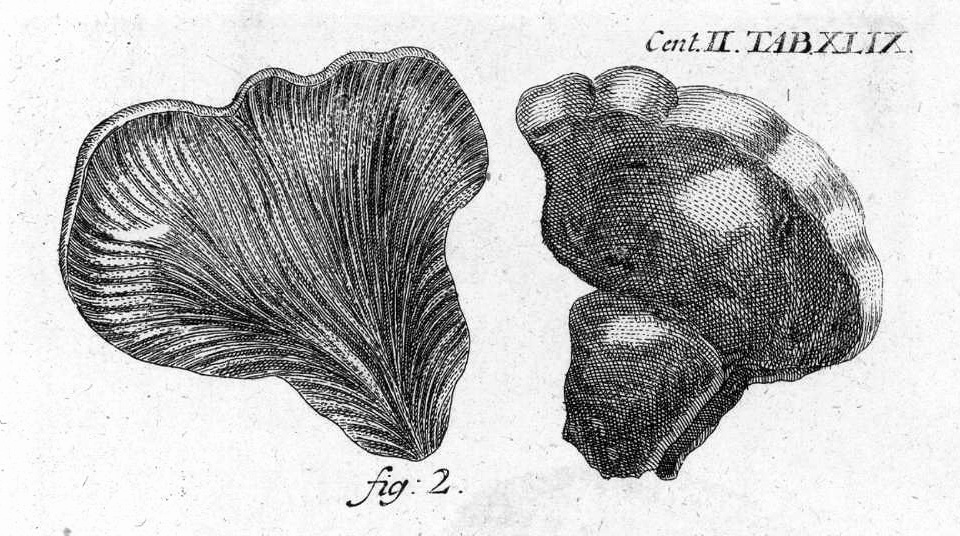
Agaricus pectunculi forma, oblongus luteus (J. Buxbaum, 1728)
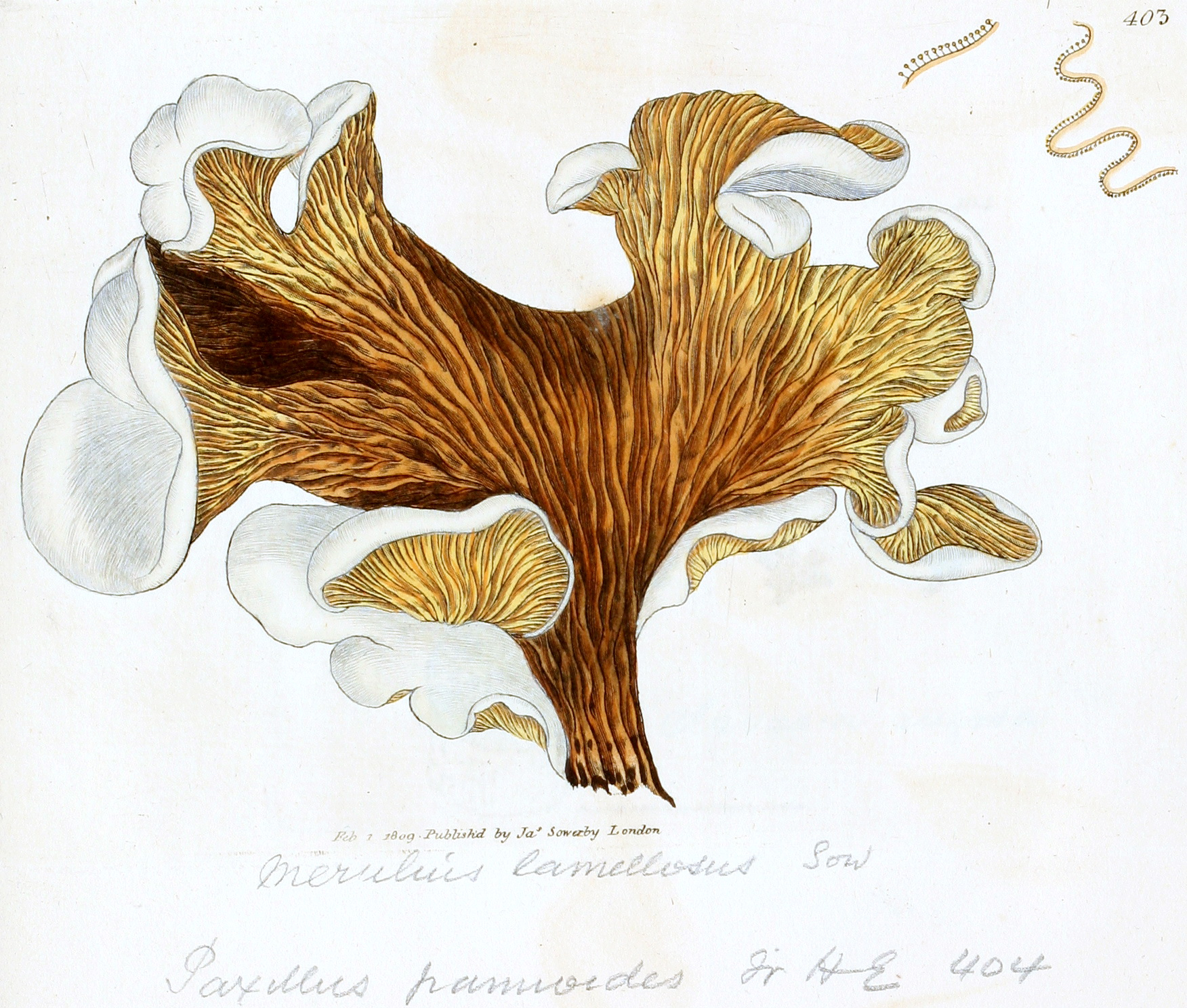
Merulius lamellosus (J. Sowerby, 1809)
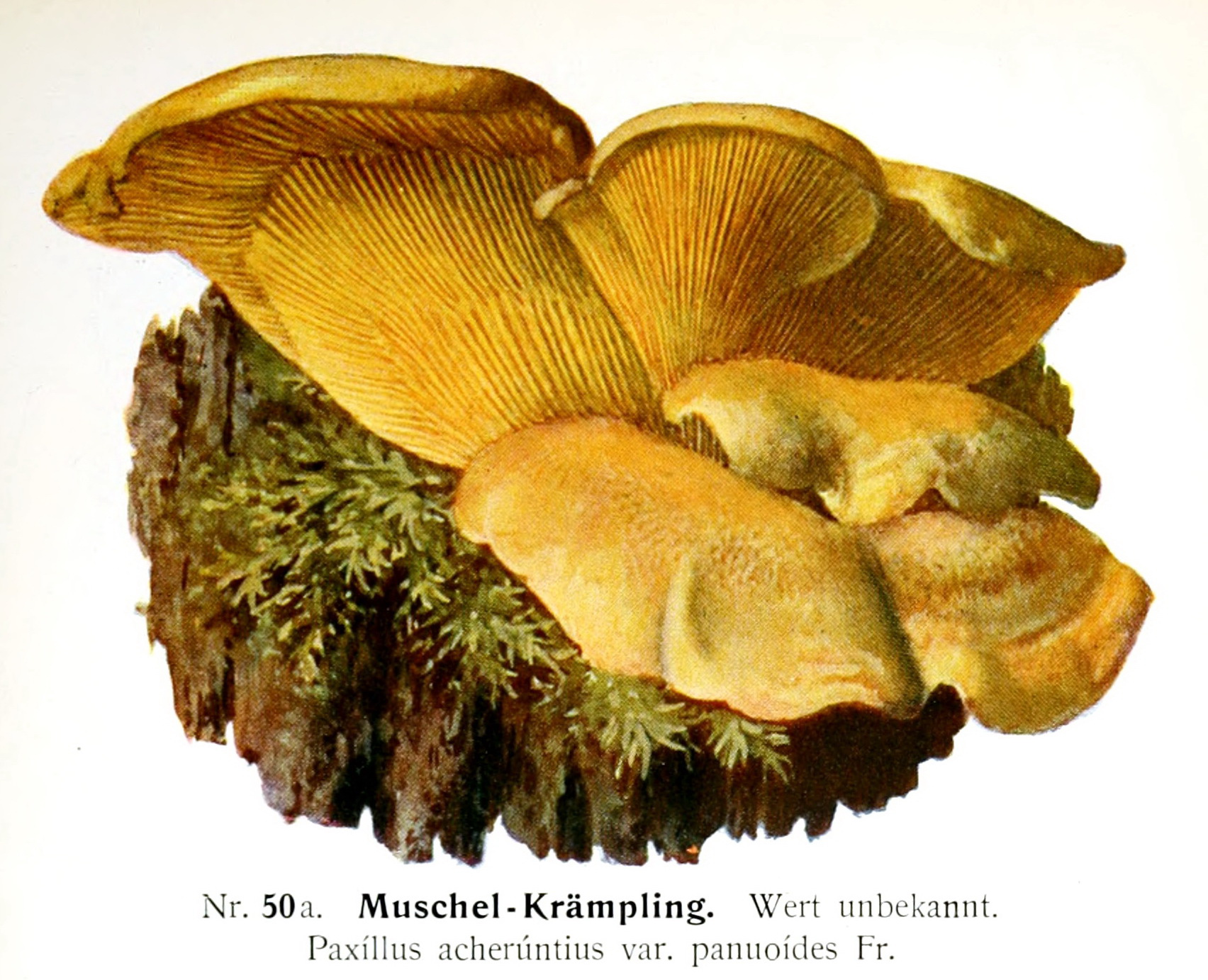
Paxillus acheruntius var. panuoides (M. Edmund, 1905)
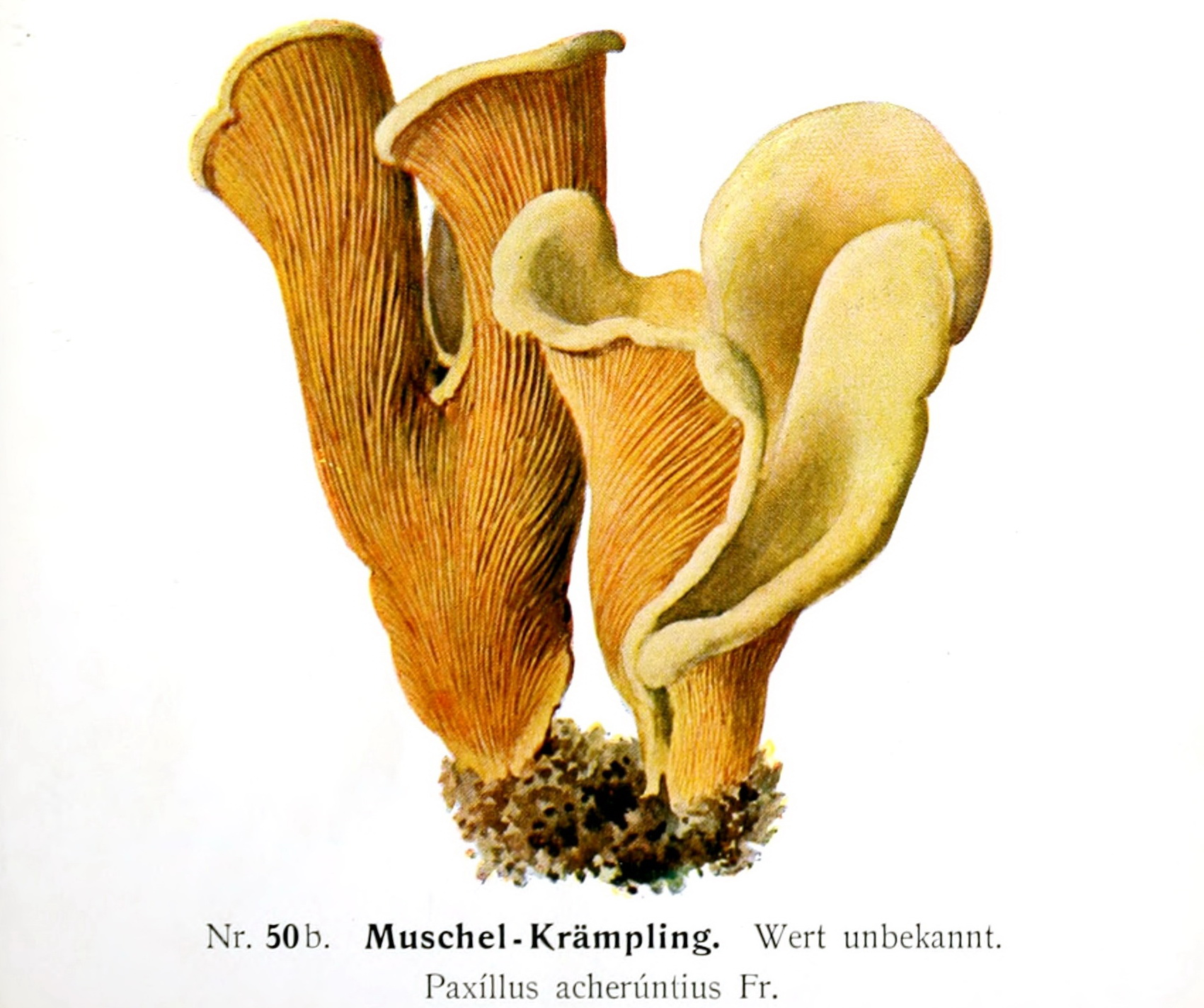
Paxillus acheruntius (M. Edmund, 1905)